# Cuyotenango
Cuyotenango è un comune del Guatemala facente parte del dipartimento di Suchitepéquez.